# Louis-Philippe Hébert
Louis-Philippe Hébert (ur. 27 stycznia 1850 w Saint-Sophie-de-Mégantic, zm. 13 czerwca 1917 w Montrealu) – kanadyjski rzeźbiarz.

## Życiorys
Był synem farmera. W 1869 opuścił rodzinną farmę i wstąpił do armii, później uczył się malarstwa u Napoleona Bourassy i przez ponad 6 lat uczył się rzeźbiarstwa. Początkowo wykonywał rzeźbiarskie dekoracje kościołów. Otrzymywał coraz ważniejsze zlecenia, a w końcu stał się czołowym rzeźbiarzem swojego pokolenia w Quebecu. Był wybitnym twórcą rzeźb pomnikowych, wykonał wiele pomników postaci historycznych i upamiętniających wydarzenia historyczne w Quebecu i Calgary. Jego ważniejsze dzieła to Queen Victoria (Ottawa), Maisonneuve, Jeanne Mance, Monseigneur Bourget i Edward VII (Montreal), Monseigneur de Laval (Québec) oraz 6 rzeźb przed lokalnym parlamentem w Québecu. Rzeźbił też popiersia, medale pamiątkowe i posągi z drewna, brązu i terakoty. W 1880 został członkiem Royal Canadian Academy of Arts, w 1894 otrzymał Medal Konfederacji, w 1901 został oficerem Legii Honorowej, a w 1903 odznaczono go Orderem św. Michała i św. Jerzego.